# Comuna Oleksiivka, Kalanceak
Oleksiivka (în ucraineană Олексіївка) este o comună în raionul Kalanceak, regiunea Herson, Ucraina, formată din satele Oleksiivka (reședința) și Prîmorske.

## Demografie
Componența lingvistică a comunei Oleksiivka
     Ucraineană (93,33%)
     Rusă (4,39%)
     Alte limbi (0,88%)
Conform recensământului din 2001, majoritatea populației comunei Oleksiivka era vorbitoare de ucraineană (93,33%), existând în minoritate și vorbitori de rusă (4,39%).